# Crepidium latisegmentum
Crepidium latisegmentum là một loài thực vật có hoa trong họ Lan. Loài này được (C.Schweinf.) M.A.Clem. & D.L.Jones mô tả khoa học đầu tiên năm 1996.